# Casas-Ibáñez
Casas-Ibáñez község Spanyolországban, Albacete tartományban. Lakosainak száma 4591 fő (2024).

## Földrajza
Casas-Ibáñez Alcalá del Júcar, Venta del Moro, Fuentealbilla, Villamalea, Alborea és Requena községekkel határos.

## Népesség
A település lakosságának változását az alábbi diagram mutatja:
| Lakosok száma | 4174 | 4331 | 4493 | 4724 | 4818 | 4713 | 4555 | 4538 | 4540 | 4591 |
|               | 2001 | 2004 | 2006 | 2009 | 2011 | 2014 | 2016 | 2019 | 2021 | 2024 |